# Harlem Banjo!
| Recensione | Giudizio |
| ---------- | -------- |
| AllMusic   | [ 1 ]    |

Harlem Banjo! è un album della The Elmer Snowden Quartet pubblicato dall'etichetta discografica Riverside Records nel marzo del 1961.

## Il disco
Elmer Snowden rivisita brani che fecero parte dell'iniziale repertorio di Duke Ellington (anni venti e trenta del XX secolo), con cui il banjoista suonò in quel periodo.
Il disco è stato registrato al Plaza Sound Studios di New York il 9 dicembre 1960.

## Tracce
Lato A
1. It Don't Mean a Thing (If It Ain't Got That Swing) – 2:43 (Irving Mills, Duke Ellington)
2. Doin' the New Lowdown – 3:39 (Dorothy Fields, Jimmy McHugh)
3. Runnin' Wild – 3:27 (Arthur Gibbs, Joe Grey, Leo Wood)
4. Diga Diga Doo – 2:23 (Dorothy Fields, Jimmy McHugh)
5. Them There Eyes – 2:50 (Maceo Pinkard, Doris Tauber, William Tracey)
6. Tishomingo Blues – 4:09 (Spencer Williams)

Durata totale: 19:11
Lato B
1. C-Jam Blues – 2:55 (Duke Ellington)
2. Sweet Georgia Brown – 3:21 (Kenneth Casey, Ben Bernie, Maceo Pinkard)
3. Alabamy Bound – 2:06 (Bud Green, Buddy De Sylva, Ray Henderson)
4. Twelfth Street Rag – 3:35 (Euday L. Bowman, Andy Razaf)
5. Bugle Call Rag – 3:56 (Elmer Schoebel, Billy Meyers, Jack Pettis)
6. Dear Old Southland – 2:42 (Henry Creamer, Turner Layton)

Durata totale: 18:35

## Crediti

### Formazione
- Elmer Snowden - banjo
- Cliff Jackson - pianoforte
- Tommy Bryant - contrabbasso
- Jimmy Crawford - batteria

### Personale
- Chris Albertson - produttore
- Ray Fowler - ingegnere della registrazione
- Jack Matthews - masterizzazione[3]